# Rhododendron crassifolium
Rhododendron crassifolium är en ljungväxtart som beskrevs av Otto Stapf. Rhododendron crassifolium ingår i släktet rododendron, och familjen ljungväxter. Inga underarter finns listade i Catalogue of Life.